# Трапезундська митрополія
Трапезундська митрополія (грец. Μητρόπολη Τραπεζούντος) — історична митрополія Константинопольської православної церкви на території Туреччини. Єпархіальний центр — Трабзон (грец. Τραπεζούντα)
Митрополія охоплює території північної частини провінції Трабзон і провінцій Різе та Артвін. Межує на півночі з Батумською єпархією ГПЦ, на сході і південному сході — з Феодосіопольською митрополією Антіохійської церкви, на півдні та заході — з Халдійською, Херіанською і Керасунтською, на південному заході — з Родопольською митрополією.
Єпархія утворена в складі Неокесарійської митрополії, у VIII ст. стала архієпархією, а бл. 840 року — митрополією. Християнське населення цієї території було виселене в 1923 році. Нині на території митрополії православних парафій немає.
Правлячий архієрей має титул митрополит Трапезундський, іпертим і екзарх всієї Лазики. З 1938 року кафедра є вакантною.

## Очільники єпархії у XX ст
- Констанцій II (Карацопулос) (1893—1906)
- Константин II (Арапоглу) (1906—1913)
- Хрисанф (Філіппідіс) (1913—1922, 1922—1938)